# Toffifee

Logo Toffifee

Toffifee (w USA Toffifay) – niemiecka marka cukierków karmelowych, należąca do niemieckiej firmy August Storck KG z siedzibą w Berlinie. Toffifee to karmelowe kubki zawierające nugat, karmel i orzech laskowy, zwieńczone czekoladowym kółkiem na środku.
Są sprzedawane w opakowaniach po 4, 12, 15, 24, 30, 48 i 96 sztuk.

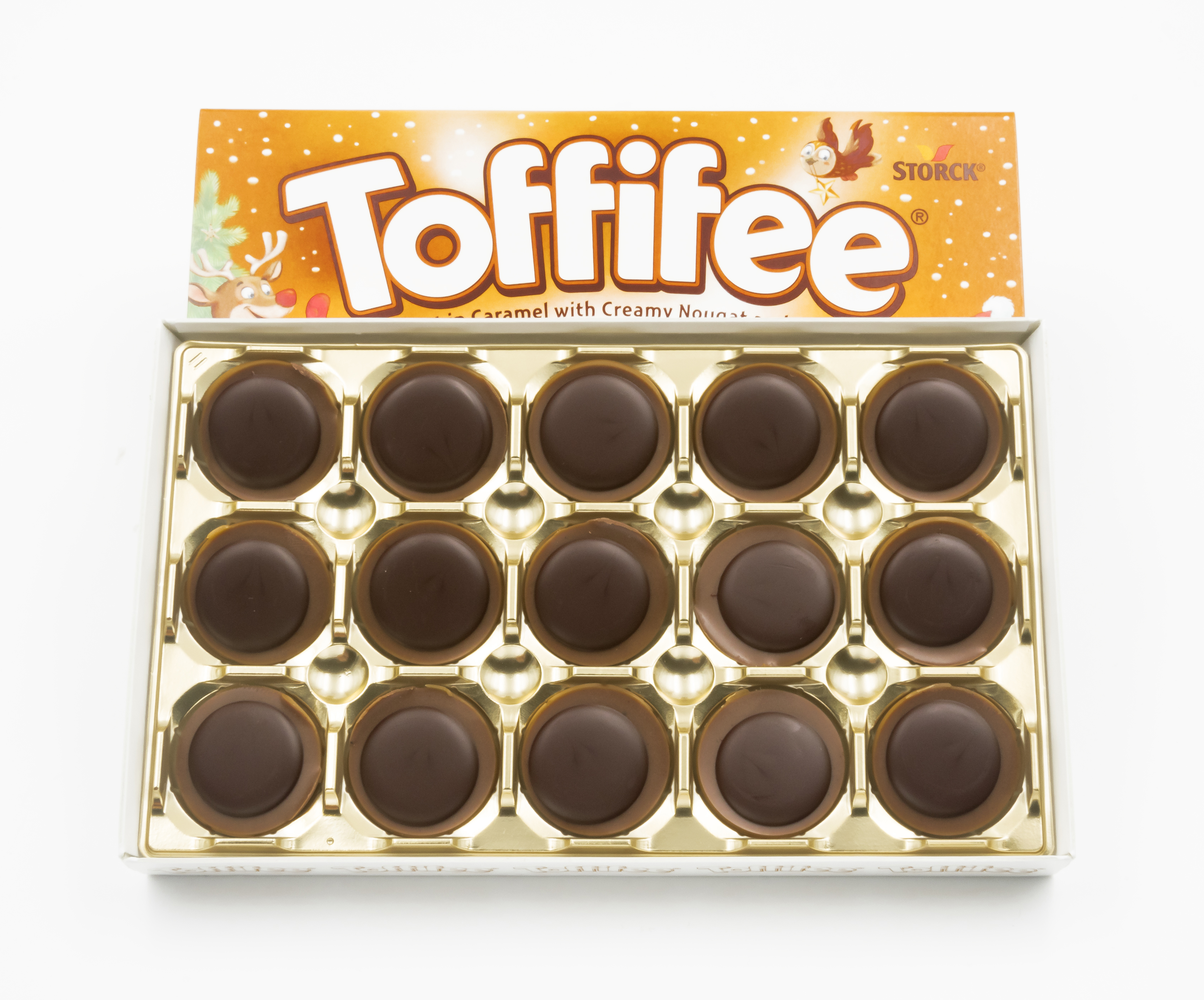
Opakowanie Toffifee

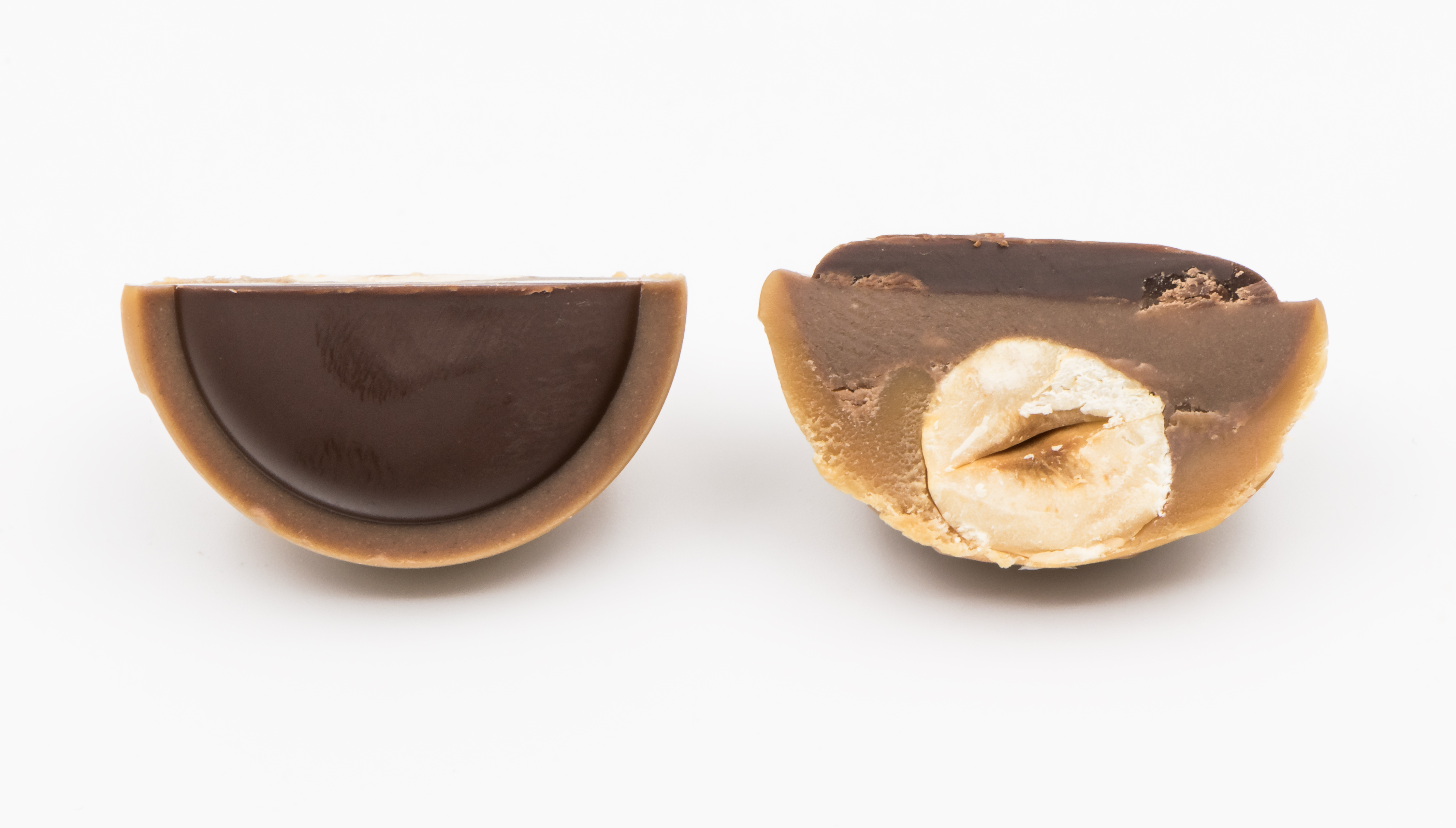
Przekrojony cukierek

Po raz pierwszy sprzedawane w Niemczech Zachodnich w 1973 roku. Do 2016 roku Toffifee sprzedawano w ponad 100 krajach. W Stanach Zjednoczonych Toffifee jest sprzedawany z alternatywną pisownią „Toffifay” i innym projektem opakowania. W innych częściach świata, w tym w Kanadzie i Europie, marka zachowuje oryginalną pisownię i projekt w pomarańczowym pudełku.
Wygląd cukierka Toffifee został zarejestrowany jako przestrzenny znak towarowy w Urzędzie Unii Europejskiej ds. Własności Intelektualnej.
Rejestracja przestrzennego znaku towarowego wymaga, aby kształt produktu wyraźnie różnił się od oczekiwań konsumentów oraz od standardów i zwyczajów obowiązujących w danym sektorze. W przypadku Toffifee, jego unikalny wygląd spełnił te kryteria, co pozwoliło na jego ochronę jako przestrzennego znaku towarowego, zabezpieczając tym samym jego wyjątkowy design przed naśladownictwem i wykorzystaniem przez inne firmy.